# Historický archiv Novi Pazar
Historický archiv „Ras“ Novi Pazar (srbsky Историјски архив „Рас“ Нови Пазар, zkr. IANP/ИАНП) je kulturní instituce všeobecného významu, která se věnuje ochraně, uspořádání a archivování na území jižní části rašského okruhu v Srbsku. Svoji činnost provádí nejen na území tohoto města ale i v okolních obcích (např. Sjenica). Sídlí na adrese Oslobođenja 41 v Novém Pazaru.

## Historie
Novopazarský archiv patří mezi ty mladší na území Srbska. Byl ustanoven jako oddělení historického archivu v Kraljevu dne 3. prosince 1975. Následně bylo rozhodnuto o vyčlenění budovy na adrese Gojka Bačanina v Novém Pazaru. Původní vlastník ji cestou závěti odkázal městu. Následně byl objekt rekonstruován pro potřeby nové instituce. Samostatným archivem se stal v roce 1980 rozhodnutím místního zastupitelstva. 

## Vydavatelská činnost
Za dobu své existence vydal archiv několik desítek publikací, mnohé z nich se týkaly dějin Nového Pazaru a tamního regionu.